# Лануго
Лану́го (лат. lanugo, від lana — «вовна») — первинний волосяний покрив, що покриває шкіру плода ссавців і людини. Волосинки лануго дуже тонкі і м'які, пушкові, зазвичай безкольорові, оскільки не містять пігментів. Лануго розвивається з волосяних фолікулів плода і в людей зазвичай з'являється близько 16 тижня. Свого максимального розвитку сягає на 20 тиждень. У нормі волосинки лануго зникають ще до народження (7-8 місяці), але іноді воно присутнє і на новонароджених. У цьому разі лануго випадає протягом кількох тижнів.

## У людини
Під час внутрішньоутробного розвитку лануго з'являється як первинний волосяний покрив, але надалі зникає і на 33-36-му тижні замінюється пушковим волоссям. Випалі волосинки лануго заковтуються плодом і разом з іншими речовинами утворюють меконій (первородний кал). Хоча лануго нерідко спостерігається і на новонароджених, це не є ознакою їхньої недоношеності: відомі випадки лануго і на 39-тижневих дітях — тобто таких, яких вважають уже доношеними. Для недоношених характерний густіший і виразніший покрив лануго.
Волосинки лануго слугують своєрідними «якорями», що утримують первородну змазку на шкірі. Разом зі змазкою лануго захищає вразливу шкіру плода від шкідливого впливу амніотичної рідини.

### Патології
- У деяких випадках лануго може не випасти після народження, а залишитися аж до дорослого віку, поступово покриваючи все тіло, за винятком долонь і підошов. Це характерно для вродженого ланугіозного гіпертрихозу (синдром Вольфмана), який поєднується з гіподонтією або анодонтією, аномаліями зовнішніх частин вуха[3].
- Лануго може спостерігатися і в пацієнтів із недостатнім харчуванням, зокрема і в хворих на харчові розлади. Наприклад, воно допомагає діагностувати нервову анорексію або нервову булімію[5].
- Лануго трапляється в тератомах.

## У тварин
Лануго існує і в інших ссавців. Наприклад, дитинчата тюленів і слонів часто народжуються покритими лануго.